# زواک

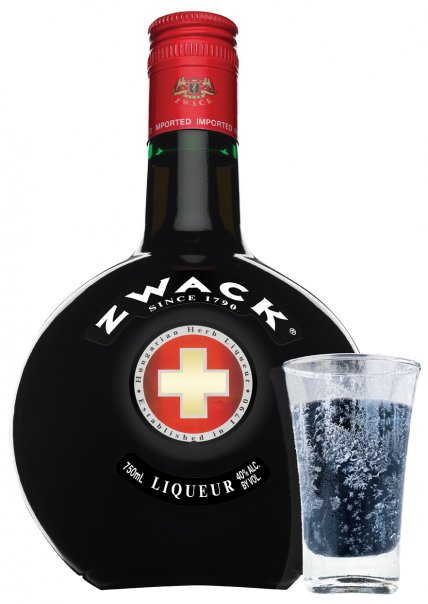
زواک (انگلیسی: Zwack) شرکت صنایع غذایی مجارستانی است، که در سال ۱۷۹۰ تأسیس شد.